# Советское сельское поселение (Костромская область)
Сове́тское се́льское поселе́ние — упразднённое муниципальное образование в Межевском районе Костромской области.
Административный центр — посёлок Советский.
Законом Костромской области от 26 апреля 2021 года № 76-7-ЗКО к 7 мая 2021 года упразднено в связи с преобразованием Межевского района в Межевской муниципальный округ.

## История
Советское сельское поселение образовано 30 декабря 2004 года в соответствии с Законом Костромской области № 237-ЗКО, установлены статус и границы муниципального образования.

## Население
| 2008 | 2010 | 2012 | 2013 | 2014 | 2015 | 2016 |
| ---- | ---- | ---- | ---- | ---- | ---- | ---- |
| 229  | ↘165 | ↘162 | ↘151 | ↘130 | ↘116 | ↘110 |
| 2017 | 2018 | 2019 | 2020 |      |      |      |
| ↘101 | ↘96  | ↘87  | ↘77  |      |      |      |

## Состав сельского поселения
| № | Населённый пункт | Тип населённого пункта          | Население |
| - | ---------------- | ------------------------------- | --------- |
| 1 | Советский        | посёлок, административный центр | ↘77       |